# Oecetis glebula
Oecetis glebula là một loài Trichoptera trong họ Leptoceridae. Chúng phân bố ở miền Australasia.